# Algimantas Kriščiūnas
Algimantas Kriščiūnas litván fotóművész, a Foje együttes dobosa.

## Életrajz
1983-ban találkozott Andrius Mamontovassal. Egy évvel később dobolni kezdett Mamontovas Foje együttesével, ahol egy megszakítással egészen az együttes feloszlásáig, azaz 1997-ig a csapat dobosa volt. A Foje feloszlása után tizennyolc évvel, 2015-ben létrehozta a PYPL együttest, amelyben a Foje korábbi tagjai közül Arnoldas Lukošius és Darius Burokas is játszott.

## Fordítás
- Ez a szócikk részben vagy egészben  az   Algimantas Kriščiūnas című litván Wikipédia-szócikk ezen változatának fordításán alapul.  Az eredeti cikk szerkesztőit annak laptörténete sorolja fel. Ez a jelzés csupán a megfogalmazás eredetét és a szerzői jogokat jelzi, nem szolgál a cikkben szereplő információk forrásmegjelöléseként.